# Клапанная крышка

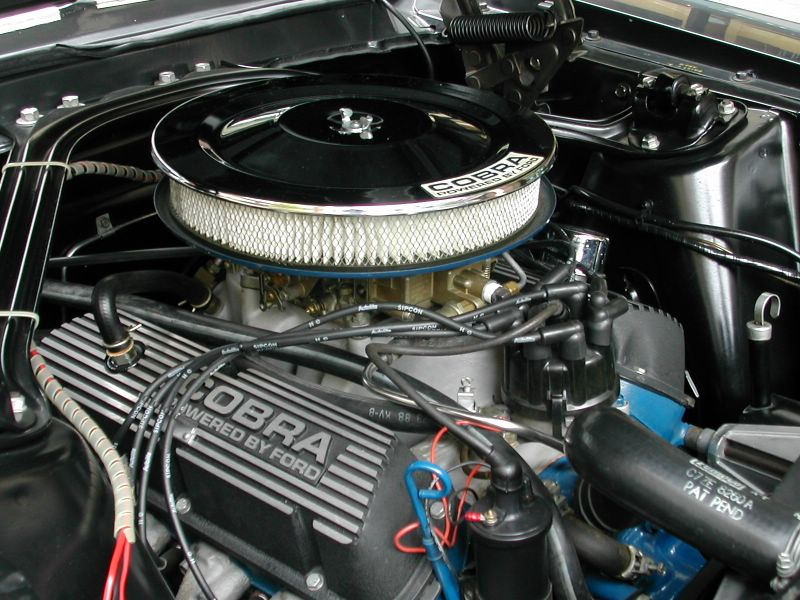
Хорошо видна одна из двух клапанных крышек на V-образном двигателе

Клапанная крышка — деталь двигателя внутреннего сгорания, закрывающая газораспределительный механизм.
На первых моторах клапанной крышки не существовало — газораспределительный механизм был открыт и требовал частой смазки, поскольку масло просто разбрызгивалось движущимися частями. Позднее клапанную крышку добавили чтобы защищать детали газораспределительного механизма от попадания дорожной пыли, а также для того чтобы масло оставалось в системе смазки. Следует отметить, что именно на клапанных крышках в большинстве случаев размещают маслозаливную пробку. На каждый ряд цилиндров V-образного двигателя устанавливается своя крышка, но в случае индивидуальных головок число крышек совпадает с числом головок.
Конструктивно клапанные крышки первоначально выполнялись из стали штамповкой. Этот вариант самый дешёвый, но имеет существенные недостатки: пропускает шум, и склонен к течи при деформации крышки. Алюминиевая литая крышка при равном весе обладает большей жёсткостью, а пластиковые ещё и более эффективны против шума. Поэтому в настоящее время жестяные крышки применяют редко.
Литые крышки обычно подвергают дополнительной металлообработке установочных поверхностей. Клапанная крышка, как правило, крепится к головке блока цилиндров (ГБЦ) болтами через прокладку, обеспечивающую герметичность пространства под ней. При установке клапанной крышки следует уделять особое внимание моментам затяжки болтов крепления, чтобы обеспечить равномерное прилегание детали к ГБЦ и исключить течь масла. Согласно инструкциям большинства заводов-изготовителей, прокладки являются одноразовыми, и при снятии клапанной крышки должны быть заменены.